# Lugansk
Lugansk (ukrajinsko Луганськ, rusko Луганск) je mesto v Luganski oblasti v Donbasu na vzhodu Ukrajine.
Do leta 2014, ko je med vojno v Donbasu postal glavno mesto ruske marionetne Luganske ljudske republike, je bil Lugansk glavno mesto Luganske oblasti. Po ruski invaziji na Ukrajino leta 2022 ga odkrito okupira Rusija, ki si ga je konec leta priključila po mednarodno nepriznanih referendumih.

## Zemljepis
Mesto leži ob reki Lugan, po kateri se tudi imenuje, na mestu, kjer se vanjo izliva rečica Vilhivka.
Lugansk ima vlažno celinsko podnebje z vročimi poletji (podtip Dfa po Köppnovi klasifikaciji). Oba temperaturna rekorda Ukrajine (najvišja temperatura 42,0 °C in najnižja temperatura −41,9 °C) sta bila zabeležena v Lugansku.

## Zgodovina
Začetki mesta segajo v leto 1795, ko je britanski industrialist Charles Gascoigne v bližini zaporoškokozaškega naselja Kamjani Brid ustanovil metalurško tovarno. Naselje okoli tovarne je bilo znano kot Luganski zavod. Leta 1882 je bil Luganski zavod združen z mestom Kamjani Brid v mesto Lugansk. Mesto v Doneckem bazenu se je razvilo v pomembno industrijsko središče vzhodne Evrope, posebej znano po veliki tovarni lokomotiv Luganskteplovoz. 
5. novembra 1935 so mesto preimenovali v Vorošilovgrad po sovjetskem vojaškem poveljniku in politiku Klimentu Vorošilovu. Med 14. julijem 1942 in 14. februarjem 1943 ga je okupirala nacistična Nemčija. 
Z odločitvijo Nikite Hruščova, da se mesta ne smejo imenovati po živečih ljudeh, so 5. marca 1958 Lugansku vrnili staro ime. 5. januarja 1970, mesec po smrti Vorošilova, so mestu ime znova spremenili v Vorošilovgrad. Naposled je 4. maja 1990 vrhovni sovjet ukrajinske SSR mesto spet poimenoval Lugansk. 
Leta 1994 je v Luganski in Donecki oblasti potekal referendum, na katerem je 90 % ljudi glasovalo za uvedbo ruščine kot uradnega jezika poleg ukrajinščine in za priznanje ruščine za uradni jezik na regionalni ravni. Ukrajinska vlada je ta referendum razveljavila.
Med vojno v Donbasu so separatisti zavzeli vladne zgradbe v mestu in proglasili Lugansko ljudsko republiko. 11. maja 2014 je bil izveden referendum o neodvisnosti. Referendum je bil po ukrajinskih zakonih protiustaven in ga kot veljavnega ni prepoznala nobena vlada razen Južne Osetije. 25. junija 2014 je separatistična vlada Luganske ljudske republike proglasila Lugansk za glavno mesto.
Avgusta 2014 je ukrajinska vojska obkolila Lugansk, ki je bil v rokah upornikov. Po močnem obstreljevanju, ki je terjalo žrtve med civilisti, so 17. avgusta ukrajinske vladne sile vstopile v mesto. Po protiofenzivi s pomočjo ruske vojske pri Ilovajsku so proruske sile znova zavzele Lutugine in druga predmestja Luganska, in po krvavih bojih so se ukrajinske sile 1. septembra 2014 umaknile z luganskega letališča.
Upravo Luganske oblasti je ukrajinska vlada med 2014 in 2022 preselila v Severodoneck, dokler ni v ruski invaziji na Ukrajino leta 2022 Rusija okupirala celotno oblast.

## Prebivalstvo
Ob popisu prebivalstva leta 2001 se je 49,6 % prebivalcev opredelilo za etnične Ukrajince in 47 % za etnične Ruse. Materni jezik večine prebivalcev je bila ruščina, ki jo je navedlo 85,3 % ljudi. Ukrajinščina je bila materni jezik 13,7 % prebivalcem, obstajali pa sta tudi manjši skupnosti govorcev armenščine (0,2 %) in beloruščine (0,1 %).